# مانويل سيريفو ناماجو
مانويل سيريفو ناماجو، سياسي غيني بيساوي، ولد في 25 مارس 1958 في بيساو، شغل منصب رئيس الجمعية الوطنية الشعبية (البرلمان) عامي 2009 و2012.
عين رئيسا لغينيا بيساو لفترة انتقالية عقب الانقلاب العسكري في 20 أبريل 2012، لكنه رفض تعيينه في البداية قبل أن يقبل في 11 مايو 2012.

## السيرة
مانويل سيريفو ناماجو هو رجل دولة في غينيا بيساو، شغل منصب الرئيس المؤقت للجمعية الشعبية الوطنية لغينيا بيساو مرتين، من مارس إلى سبتمبر 2009 ثم من يناير إلى أبريل 2012.
كان أحد المترشحين في الانتخابات الرئاسية في غينيا بيساو عام 2012، واحتل المركز الثالث في الجولة الأولى بعد كارلوس غوميز جونيور وكومبا يالا.
لكن بعد الانقلاب العسكري في 12 أبريل 2012، ٱختير رئيسًا انتقاليًا في 19 أبريل كجزء من اتفاق سياسي بين المجلس العسكري والطبقة السياسية. على أن لا تفوق المدة الانتقالية سنتين كحد أقصى. الأمر الذي رفضه ناماجو في البداية قبل أن يوافق على تعيينه في 11 مايو. خلال توليه الحكم، تم تأجيل الانتخابات التي كان من المفترض إجراؤها في مارس ثم نوفمبر 2013 إلى مارس 2014 لأسباب لوجستية. ووفقًا لاتفاق الانتقال، فهو ليس مرشحًا للانتخابات الرئاسية في غينيا بيساو لعام 2014.
توفي في 17 مارس 2020، عن عمر ناهز 62 عاما في مدينة لشبونة بالبرتغال.